# Терсавський
Терсавський — струмок в Україні у Тячівському районі Закарпатської області. Права притока річки Лужанки (басейн Дунаю).

## Опис
Довжина струмка приблизно 4,38 км, найкоротша відстань між витоком і гирлом — 3,84  км, коефіцієнт звивистості річки — 1,14 . Формується багатьма струмками.

## Розташування
Бере початок на південно-східних схилах гори Кінець-Манчула (1342,9 м). Тече переважно на південний схід буковим лісом і впадає у річку Лужанку, праву притоку річки Тересви.